# Шкаповское нефтяное месторождение
Шкаповское нефтяное месторождение — месторождение нефти в Российской Федерации, на территории Белебеевского и Бижбулякского райнов Башкортостана. Относится к Волго-Уральской нефтегазоносной провинции. Открыто в 1953 году.

## Описание
Залежи нефти находятся на глубине 1,6−2,1 км. Начальный дебит скважин составляет 5−180 т/сут. Плотность нефти 0,81−0,99 г/см3, содержание серы 0,80−3,80 %. Центром добычи является п.г.т. Приютово.
Месторождение расположено на Белебеевской возвышенности. В тектоническом отношении оно приурочено к обширному куполообразному поднятию (13−20 км) с пологими (менее 10) крыльями. Основные запасы нефти располагаются в песчаниках терригенной толщи девона (Д-I и Д-IV), их глубина залегания составляет 2,0−2,1 км. Небольшие залежи также выявлены в песчаниках горизонта Д-II девона и бобриковского горизонта нижнего карбона, известняках турнейского и фаменского ярусов.
Начальная добыча нефти составляла 200—500 тонн в сутки, в настоящее время — 2-3 т. в сутки. Причиной снижения добычи является высокая обводнённость (95 %).
На месторождении к 2013 году пробурено 1134 скважины, добыто 155,7 млн тонн нефти.
Разработчики месторождения: НГДУ «Ишимбайнефть», АНК «Башнефть». Нефть месторождения используется в качестве сырья на предприятии «Газпром нефтехим Салават».